# Cheumatopsyche holzschuhi
Cheumatopsyche holzschuhi är en nattsländeart som beskrevs av Malicky 1997. Cheumatopsyche holzschuhi ingår i släktet Cheumatopsyche och familjen ryssjenattsländor. Inga underarter finns listade i Catalogue of Life.